# Quévy-le-Petit
Quévy-le-Petit är en ort i Belgien. Den ligger i provinsen Hainaut och regionen Vallonien, i den centrala delen av landet, 60 km sydväst om huvudstaden Bryssel. Quévy-le-Petit ligger 98 meter över havet och antalet invånare är 7 689.
Terrängen runt Quévy-le-Petit är platt. Runt Quévy-le-Petit är det ganska tätbefolkat, med 116 invånare per kvadratkilometer.. Närmaste större samhälle är Mons, 9,5 km norr om Quévy-le-Petit. 
Trakten runt Quévy-le-Petit består till största delen av jordbruksmark.